# Ho Ši Min (grad)
Službenog naziva Ho Chi Minh, a poznat i kao Saigon, najveći je grad Vijetnama. Nekada se zvao i Prey Nokor. 

## Povijest
Pod imenom Saigon bio je glavni grad francuske kolonije Cochinchina i kasnije nezavisne države Južni Vijetnam u razdoblju od 1955. do 1975. Godine 1976. pripojen je provinciji Gia Định koja ga je okruživala te je dobio službeni naziv Ho Chi Minh.

## Geografski smještaj
Grad je smješten na obalama rijeke Saigon, udaljen 60 km od Južnog kineskog mora i 1760 km od glavnog grada Hanoija.

## Stanovništvo
Prema popisu stanovništva iz 2019. godine u Ho Chi Minhu živjelo je 8,9 milijuna stanovnika, dok metropolitansko područje ima preko 20 milijuna stanovnika. Procjenjuje se da će na užem području grada Ho Chi Minha, do 2025. godine broj stanovnika narasti na 13,9 milijuna.

## Vanjske poveznice
- Webstranica grada  Arhivirana inačica izvorne stranice od 18. veljače 2010. (Wayback Machine) (vietn. + engl. jezik)